# David W. Allvin
David W. Allvin (n. 1963) es un militar estadounidense, actualmente 40.º vicejefe del Estado Mayor de la Fuerza Aérea de los Estados Unidos.

## Biografía
Nació en 1963. Se unió a la Fuerza Aérea en 1986 graduándose en la Academia. Fue comandante de la 97th Air Mobility Wing, entre otras unidades. En noviembre de 2020 ascendió a general de cuatro estrellas y se convirtió en el 40.º vicejefe del Estado Mayor de la Fuerza Aérea.